# Югозападна поща (вестник)
„Югозападна поща“ е български седмичен вестник, орган на кюстендилското окръжно бюро на Народнолибералната партия.
Вестникът излиза от 1 октомври 1909 до 4 август 1911 г. Редактори са В. Кознички, Владимир Караманов и А. Георгиев. Помества материали за културното и стопанско издигане на окръга. Печата се от Печатница „Изгрев“ в Кюстендил. Тираж 2200 – 2400 броя.